# The Tower (película de 2012)
The Tower (en hangul 타워; RR: Tawo) es una película surcoreana de 2012, de suspenso y catástrofes, sobre un incendio que estalla en un rascacielos de lujo en el centro de Seúl en la víspera de Navidad después del choque de un helicóptero. La película fue dirigida por Kim Ji-hoon, y protagonizada por Sol Kyung-gu, Kim Sang-kyung y Son Ye-jin. Se estrenó en cines el 25 de diciembre de 2012.

## Argumento
Lee Dae-ho (Kim Sang-kyung) es padre soltero y gerente del lujoso rascacielos doble de 120 pisos Tower Sky en Yeouido, Seúl. Es un empleado serio que gusta a sus colegas y está secretamente enamorado de Seo Yoon-hee (Son Ye-jin), gerente de un restaurante en la misma torre. El propietario del complejo decide llevar a cabo una fiesta para inquilinos y VIP en la víspera de Navidad, con helicópteros que sobrevuelan las torres y rocían nieve sobre la fiesta, todo ello pese a la advertencia que recibe de peligro por viento racheado. Dae-ho ha prometido pasar el día en un parque de diversiones con su hija Ha-na, pero tiene que cancelar cuando lo necesitan en la fiesta. Sin embargo, el sistema antiincendios del edificio tiene rociadores de agua defectuosos debido a tuberías congeladas, pero Cha, el jefe de la sección de seguridad de Tower Sky, está más preocupado por la fiesta que por cualquier posible error arquitectónico dentro del edificio, a pesar de las advertencias de sus compañeros sobre estos errores. Un ejemplo de sus advertencias es cuando el cocinero Young-cheo (Jeon Bae-soo) accidentalmente deja una estufa encendida durante demasiado tiempo y provoca un pequeño incendio. Young-cheo está enamorado de una recepcionista dentro del edificio llamado Min-jung, e incluso se escapa de la cocina mientras está de servicio para hacerle un helado. Otro personaje, Lee Seon-woo (Do Ji-han), es un bombero novato que ingresa en la estación de bomberos de Yeouido. Cuando lo aceptan, se da cuenta de que el ambiente de trabajo es más relajado de lo que debería. Los otros bomberos le gastan una novatada a Seon-woo: hacen sonar la alarma de incendios para que el escuadrón se reúna mientras él se ducha, lo que hace que aparezca frente a todo su equipo desnudo, y es entonces cuando le ponen el casco por primera vez.
Mientras la fiesta está en pleno apogeo, y mientras Young-cheo ofrece una rosa a Min-jung en un ascensor, fuertes turbulencias de viento hacen que uno de los helicópteros pierda el control, de modo que los focos que carga chocan contra el puente de vidrio que conecta las dos torres del complejo. Otro de los helicópteros se estrella contra el edificio, y el combustible altamente inflamable del depósito provoca el principio del incendio en la torre. Fragmentos de vidrio caen sobre los asistentes a la fiesta de abajo, que incluyen al Sr. Yoon (Song Jae-ho) y su amiga la Sra. Jung (Lee Joo-shil), mientras otro de los enormes focos cae y choca contra un autobús. En un momento de la evacuación, algunas personas, incluido un guardia de seguridad, suben a un ascensor a pesar de las advertencias de no usarlo, y el propio guardia de seguridad impide que Yoon-hee y Ha-na entren justo cuando están a punto de hacerlo. Mientras el ascensor baja, se produce una explosión por debajo que lo detiene en su camino. El calor del fuego sobrepasa el suelo del ascensor y abrasa a las personas que están dentro hasta que finalmente explota, matando a todos en él. Dae-ho se mueve rápidamente para salvar a Ha-na, Yoon-hee y sus colegas. Al mismo tiempo, los bomberos Kang Young-ki (Sol Kyung-gu) y Seon-woo luchan para controlar el incendio, ayudando a Dae-ho en el proceso. Juntos luchan por salvar la vida de todos. Mientras Yoon-hee, Ha-na, Young-cheol, Ming-jung y los demás se refugian en el restaurante chino del edificio, los bomberos deciden contener el incendio en su origen, el piso 63, donde se estrelló el helicóptero. A pesar de contener el fuego en ese piso, se propaga más dentro del edificio. Al final, Young-ki sacrifica su propia vida para salvar no solo a Seon-woo, sino a todas las demás personas, al activar el interruptor manualmente dentro de los tanques de almacenamiento de agua para permitir que la corriente lleve a los sobrevivientes restantes a través de las alcantarillas y salgan al río Han. Mientras tanto, el alcalde de Seúl ordena a los bomberos que detonen una bomba para demoler el edificio a fin de evitar que se caiga sobre la otra torre gemela, lo que podría determinar una falla estructural de efecto cascada y diezmar esa parte de la isla. Antes de que aparezcan los créditos, la cámara apunta en el aire hacia el Edificio 63, con los restos de la Tower Sky vistos al fondo a medida que se levanta la mañana del día de Navidad, que ahora se queda con un solo rascacielos de 108 pisos, con el distrito de Yeouido envuelto en una nube de polvo generada por el derrumbe de las torres.

## Reparto
- Sol Kyung-gu como el capitán Kang Young-ki.
- Kim Sang-kyung como Lee Dae-ho.
- Son Ye-jin como Seo Yoon-hee.[8][9][10][11]
- Kim In-kwon como el sargento Oh Byung-man.
- Ahn Sung-ki como el fefe de la estación de bomberos de Yeouido.
- Song Jae-ho como el Sr. Yoon, el anciano.
- Lee Joo-shil como la Sra. Jung, amiga de Yoon.
- Lee Han-wi como el Sr. Kim, anciano de la iglesia.
- Kwon Tae-won como Jang, el comisionado de bomberos.
- Jeon Guk-hyang como Ae-ja.
- Jung In-gi como Cha, el jefe de la sección de seguridad.
- Cha In-pyo como el Presidente Jo.
- Jeon Bae-soo como Young-chul, el cocinero.
- Kim Sung-oh como In-gun.
- Min Young com  Nam-ok, la mujer embarazada.
- Park Jun-seo como ayudante.
- Lee Joo-ha como Min-jung, la recepcionista.
- Do Ji-han como Lee Sun-woo, el bombero novato.[12]
- Jo Min-ah como Lee Ha-na, hija de Dae-ho.
- Lee Sang-hong como un bombero de Yeouido.
- Jin Mo como un bombero de Yeouido.
- Chu Min-ki como un bombero de Yeouido.
- Kang Poong como un bombero de Yeouido.
- Kwon Hyun-sang como Young-hoon.
- Lee Chang-yong como especialista en el cuartel general de mando.
- Lee Chang-joo como secretario privado de Jo.
- Park Chul-min como cocinero jefe.
- Kim Eung-soo como Jin.
- Park Jeong-hak como Jung.
- Park Yong-su.
- Kim Soo-jin como la esposa de Kang Young-ki.
- Nam Sang-seok como reportero frente a la Tower Sky.
- Kwon Young-hee como reportero frente a la Tower Sky.
- Lee Min-woo como reportero frente a la Tower Sky.

## Producción
El director Kim Ji-hoon (quien anteriormente había dirigido Sector 7 y May 18) se inspiró en la película de Hollywood de 1974 The Towering Inferno, y en su experiencia personal al ver el Edificio 63 en Seúl por primera vez como estudiante de secundaria e imaginar cómo sería encontrarse atrapado en el interior.
El equipo construyó 26 escenarios diferentes para crear varios espacios en la Tower Sky ficticia de 108 pisos, como un restaurante chino, ascensores y un paso elevado para peatones entre los dos bloques. Para las escenas en el agua en el piso 80, los actores Sol Kyung-gu y Kim Sang-kyung filmaron en una piscina de agua en la ciudad de Goyang, provincia de Gyeonggi, sin usar especialistas.
Kim trabajó en la postproducción de la película durante dos años. 1.700 cortes de 3.000 se basaron en CGI y 500 de los cortes CG fueron escenas en 3-D. Para mayor autenticidad, las tomas de acción en vivo se combinaron con CGI, como la toma de una miniatura en los Estados Unidos con una cámara de control de movimiento para la escena final.

## Taquilla
En su estreno en cines el 25 de diciembre de 2012, The Tower vendió 431 759 billetes, la segunda mayor venta de entradas para el día de la inauguración en la historia del cine coreano (después de las 436 628 de The Thieves). Vendió dos millones de billetes en su primera semana, 3,54 millones en su segunda semana y 4,45 millones en la tercera. El 22 de enero de 2013 se convirtió en la primera película coreana en 2013 en alcanzar la marca de los cinco millones.

## Internacional
La película fue pre-vendida por CJ Entertainment a Entertainment One en el Reino Unido, Splendid en Alemania, Benelux, Zylo para territorios de habla francesa, Horizon International en Turquía, Rainbow Entertainment en Singapur, Indonesia y Malasia; y Jonon Source en Mongolia.
The Tower ganó 4 733 937 de dólares de Hong Kong en este enclave.

## Premios y nominaciones
| Año  | Premio                    | Categoría                    | Candidato    | Resultado |
| ---- | ------------------------- | ---------------------------- | ------------ | --------- |
| 2013 | 49th Baeksang Arts Awards | Mejor actor revelación       | Do Ji-han    | Nominado  |
| 2013 | Mnet 20's Choice Awards   | 20's Booming Star, masculino | Do Ji-han    | Nominado  |
| 2013 | 22nd Buil Film Awards     | Mejor fotografía             | Kim Young-ho | Nominado  |
| 2013 | 50th Grand Bell Awards    | Mejores efectos visuales     | Digital Idea | Ganadora  |